# Vivant-Jean Brunet-Denon
Pour les articles homonymes, voir Brunet et Denon.
Pour les autres membres de la famille, voir Vivant Denon.
Vivant-Jean Brunet-Denon, né le 9 mai 1778 à Givry (Saône-et-Loire) et mort le 13 juillet 1866 à Paris, est un général de brigade du Premier Empire et un homme politique français.

## Biographie

### Des Pyramides aux Cent-Jours
Vivant Jean appartenait à une famille de petite noblesse du Châlonnais. Avec son oncle, le savant Vivant Denon, Vivant-Jean Brunet-Denon part pour l'expédition d'Égypte à bord du vaisseau l'Orient, comme membre de la Commission des sciences et des arts, dont son oncle faisait partie.
Arrivé à Malte, le major général Louis-Alexandre Berthier choisit, pour secrétaire de l'état-major général de l'armée d'Orient, le jeune Brunet, qui reste dès ce jour, attaché à la personne du général Bonaparte, et le suit aux Pyramides, au Caire, à Jaffa, à Saint-Jean d'Acre et à Aboukir. 
À la suite des campagnes de l'an VI et l'an VII en Égypte et en Syrie et à la bataille d'Aboukir (1799), Brunet-Denon revient en France avec Bonaparte.
En brumaire an VIII, le jeune Brunet s'enrôle dans le 9e régiment de dragons, et est nommé sous-lieutenant après la bataille de Marengo (4 messidor an VIII).
Il devient successivement lieutenant le 11 thermidor an X, aide de camp de Murat en Italie. Il est désigné par le Premier Consul pour faire partie des officiers employés par le major général des camps formant l'armée des côtes, et peu après nommé membre de la Légion d'honneur.
Par ordre du ministre de la Guerre, daté de Boulogne le 9 fructidor an XIII (août 1805), il rejoint son ancienne qualité d'aide de camp le prince Murat à Strasbourg et fait avec lui les campagnes d'Ulm, de Vienne et d'Austerlitz. Après cette dernière bataille, où il a un cheval tué sous lui et reçoit un coup de feu au bras droit, l'aide de camp Brunet, qui a été précédemment cité dans un des bulletins d'Ulm, est nommé capitaine en 1805.

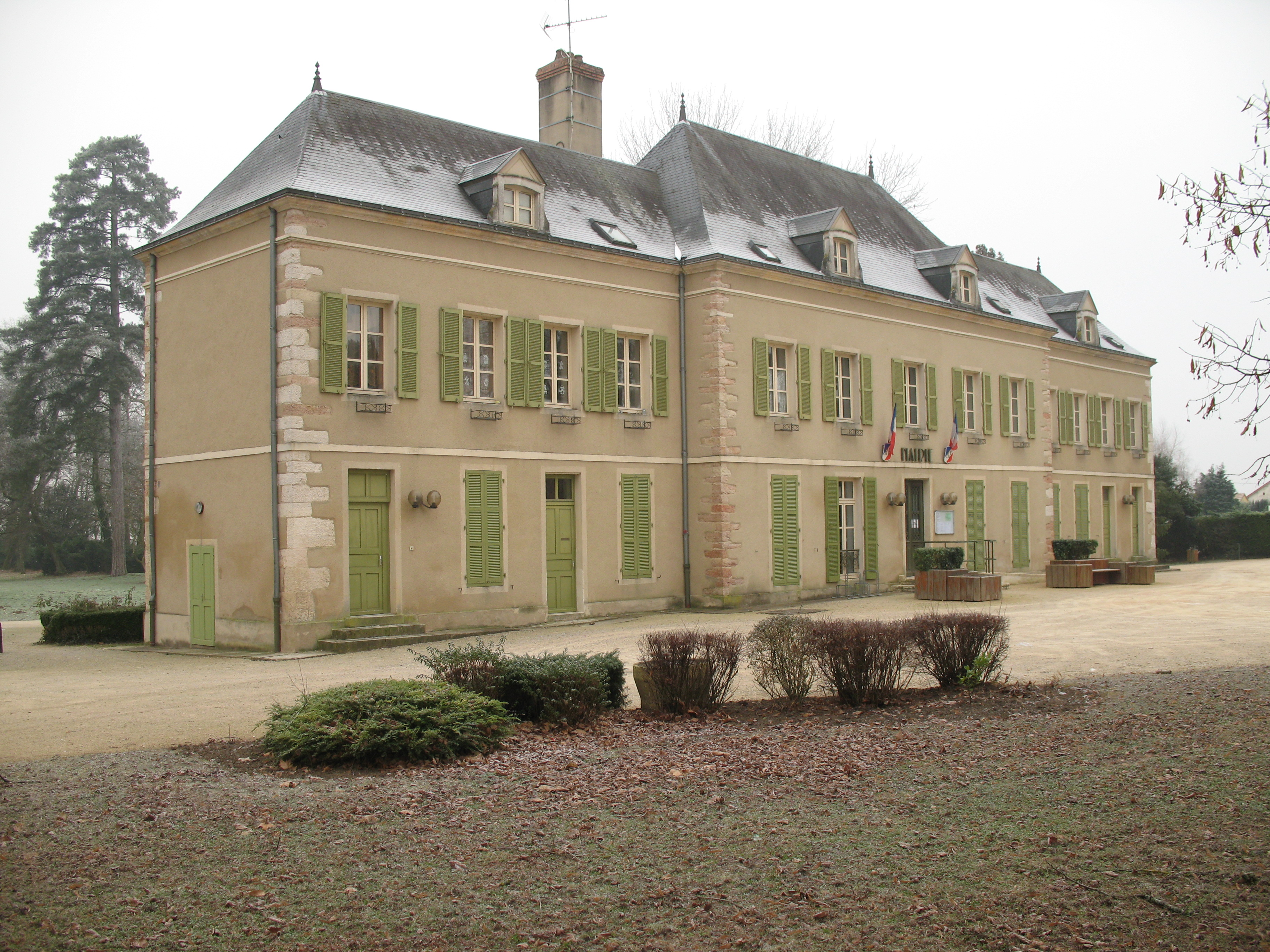
Château de Châtenoy

Il fait ensuite les campagnes de Prusse et de Pologne (1806-1807) pendant lesquelles il est nommé chef d'escadron en 1806, et le 1er juillet 1807, à Tilsitt colonel du 24e régiment de chasseurs à cheval.
Après la paix de Tilsitt, le colonel Brunet reste à la tête de son régiment en Allemagne. Créé baron de l'Empire en 1808, il se rend en 1809 à la Grande Armée qu'il rejoint à Vienne (Autriche). Cette même année, Brunet-Denon hérite de ses parents du château de Châtenoy.
Le 20 mars, son régiment est un des deux régiments de cavalerie légère qui passent les premiers le Danube et qui soutient l'attaque des Autrichiens pendant le passage du reste de l'avant-garde. Le 20 mai suivant, il se distingue à Essling, où il perd les trois cinquièmes de son régiment, a un cheval tué sous lui et le bras droit emporté par un coup de canon.
L'Empereur lui donne la croix d'officier de la Légion d'honneur et le nomme le 10 août 1809 commandant en second, directeur des études de l'École militaire spéciale de cavalerie qui va s'organiser à Saint-Germain-en-Laye. Il remplit ces fonctions jusqu'en août 1814 : le colonel Brunet devient alors maréchal de camp, et le 26 octobre, chevalier de Saint-Louis.
Le 29 mai 1815 (Cent-Jours), l'Empereur confirme Brunet dans son grade et le nomme commandant en second des dépôts de cavalerie, réunis en Champagne sous les ordres du général Defrance. Ces dépôts doivent suivre les mouvements de l'armée.
Après le désastre de Waterloo, le général Brunet ramène ses soldats derrière la Loire.
Le général Brunet est mis à la retraite par ordonnance royale du 1er août 1815 comme officier général amputé. Il est placé dans les cadres de réserve des officiers généraux le 15 septembre 1830.

### Député de Saône-et-Loire
Décidé à se lancer en politique, Brunet-Denon fit une première tentative infructueuse le 2 mars 1839 dans le 4e collège électoral de Saône-et-Loire (Chalon-sur-Saône) où il obtient 203 voix contre 249 accordées au général Bachelu. 
Lorsqu'en 1842 M. Brunet-Denon se présente aux suffrages des électeurs, le National, qui lui oppose le général Thiard, publie une diatribe calomnieuse dont quelques traits trahissent la plume de M. Marrast : « Le général Brunet se recommande auprès des électeurs par un bras qui lui manque et par un titre qu'il n'a pas non plus. Il a été en Égypte, c'est vrai, mais en qualité d'amateur, attaché à la Commission des arts. » Il est élu à la Chambre des députés le 9 juillet 1842, dans la même circonscription contre le député sortant, son ancien concurrent, le général Bachelu.
Jusqu'à la fin de la législature, il vote avec le gouvernement de la monarchie de Juillet, et est promu commandeur de la Légion d'honneur en 1845. Il se représente sans succès aux élections générales du 1er août 1846, et n'obtient alors, dans le même collège, que 256 voix contre 344 au général Thiard, candidat de l'opposition élu.
Il reparait au Corps législatif du Second Empire. Candidat bonapartiste le 29 février 1852, dans la 3e circonscription de Saône-et-Loire, il est élu contre M. Darou. Il s'associe au rétablissement de l'Empire, fait partie de la majorité dynastique, et obtient sa réélection le 22 juin 1857, contre M. Daron.
Le Second Empire le promeut grand officier de la Légion d'honneur le 6 août 1860.
Il meurt à son domicile le 13 juillet 1866 et est inhumé au cimetière du Père-Lachaise (10e division), à Paris. Au moment de son décès, sa richesse est estimée à 768 416,59 francs, non compris ses propriétés du Nord et de Chalon-sur-Saône.

## État de service
- Secrétaire de l'état-major général de l'armée d'Orient (an VI et l'an VII)
- Dragon au 9e régiment de dragons (24 brumaire an VIII : 15 novembre 1799) ;
- Sous-lieutenant (4 messidor an VIII : 23 juin 1800) ;
- Lieutenant (11 thermidor an X : 30 juillet 1802) ;
- Aide de camp du maréchal Murat ;
- Capitaine (10 février 1806) ;
- Chef d'escadron ([5 janvier 1807) ;
- Colonel (25 juin 1807) ;
- Commandant en second, directeur des études de l'École spéciale militaire de cavalerie de Saint-Germain (10 août 1809) ;
- Mis en non-activité (30 septembre 1814) ;
- Maréchal de camp honoraire (26 novembre 1814) ;
- Rappelé aux Cent-Jours ;
- Général de brigade titulaire (29 mai 1815) ;
- Employé au dépôt des remontes à Troyes, sous les ordres du général Defrance (7 juin 1815) ;
- Maréchal de camp (confirmé le 24 septembre 1815 avec effet rétroactif au 1er juillet 1815) ;
- Admis à la retraite pour invalidité (15 novembre 1815) ;
- Rappelé au service et compris dans le cadre de réserve de l'état-major général (12 avril 1831) ;
- Placé dans la section de réserve de l'état-major général (15 août 1839, en vertu de la loi du 4 août 1839) ;
- Réadmis à la retraite (11 avril 1848) ;
- Rappelé en fonction, et attaché sur sa demande à la 2e section du cadre de l’état-major général (avec effet au 1er janvier 1853).

## Campagnes
- Campagnes en Égypte et en Syrie (an VI-an VII) :
  - Bataille des Pyramides, révolte du Caire, siège de Jaffa, siège de Saint-Jean-d'Acre (1799) et bataille d'Aboukir (1799) ;
- Campagne d'Italie (1799-1800) à l’Armée de réserve :
  - Bataille de Marengo ;
- Armée d’observation du Midi (1801-1802) ;
- Armée des côtes de l'Océan, camp de Boulogne (1803-1804) ;
- Campagne d'Autriche (1805) :
  - Bataille d'Ulm, prise de Vienne, bataille d'Austerlitz ;
- Campagne de Prusse (1806) ;
- Campagne de Pologne (1807) ;
- À la Grande Armée d'Allemagne (1808) ;
- Campagne d'Allemagne et d'Autriche (1809) :
  - Bataille d'Essling.

## Faits d'armes
- Il a un cheval tué sous lui à Austerlitz ;
- Il perd les trois cinquièmes de son régiment et a un cheval tué sous lui à Essling.

## Blessures

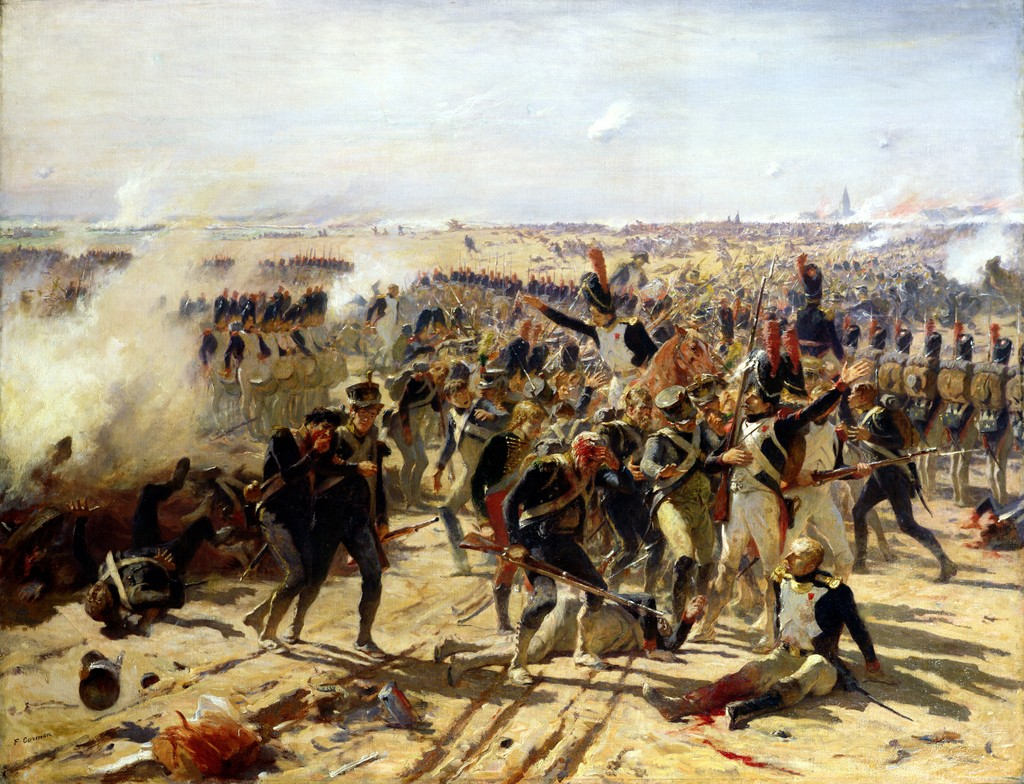
La bataille d'Essling par Fernand Cormon.

- Il est atteint d’un coup de feu au bras droit à la bataille d'Austerlitz ;
- Il le bras droit arraché par un coup de canon à Essling.

## Titres
- 1er Baron Brunet-Denon et de l'Empire (décret impérial du 20 mars 1809 et par lettres patentes du 31 décembre 1809).

## Décorations
- Légion d'honneur :
  - Légionnaire (décret du Premier Consul du 17 juillet 1804), puis,
  - Officier (décret impérial du 19 juillet 1809), puis,
  - Commandeur (décret du 19 juin 1845), puis,
  - Grand officier de la Légion d'honneur (décret impérial du 6 août 1860) ;
- Ordre royal et militaire de Saint-Louis :
  - Chevalier de Saint-Louis (ordonnance royale du 26 octobre 1814) ;
- Chevalier de l’Ordre royal des Deux-Siciles.
- Titulaire de la Médaille militaire de Sainte-Hélène (1857).

## Autres fonctions
- Conseiller général de Saône-et-Loire (1842-1848) ;
- Député de Saône-et-Loire :
  - À la Chambre des députés (monarchie de Juillet) (9 juillet 1842 - 1er août 1846) ;
  - Au Corps législatif (Second Empire) (29 février 1852, réélu le 22 juin 1857 - 1863).

## Hommage, honneurs, mentions…
- Brunet-Denon fut cité dans un des bulletins d'Ulm.

## Pensions, rentes, etc.
- Le baron Brunet-Denon est bénéficiaire de 4 000 francs de rente annuelle sur des bien réservé en Westphalie (17 mars 1808), puis de 4 000 francs de rente annuelle sur des biens réservé en Hanovre (3 décembre 1809) ;
- Il est admis à une solde de retraite de 5 000 francs pour invalidité le 15 novembre 1815 avec jouissance au 1er janvier 1816, puis, il est compris dans le tableau des pensions inscrites au Trésor public à la date du 1er septembre 1817, pour la retraite de maréchal de camp après 16 ans de service ;
- Réadmis à la retraite le 11 avril 1848, on lui accorde un traitement de pension de 5 000 francs ;
- Vivant-Jean a en héritage de son oncle Vivant Denon, le château de Lans (Saône-et-Loire)[6] et l'ensemble des terres attenantes. À sa mort, en 1868, une de ses filles, la Comtesse de Duranti, aidée des conseils de Viollet-le-Duc, fait reconstruire presque entièrement le château, tel qu'il est aujourd'hui.

## Vie familiale
Fils aîné du légitime mariage (1777) de Louis-Charles Brunet, écuyer, résidant à Chalon-sur-Saône, et de Marie Catherine Denon (sœur de Dominique Vivant Denon), Vivant Jean épousa Elise Rosalie Lefebvre ( ✝ 1847 - Paris).
Ensemble, ils ont :
- Vivantine Elise Marie Angélique Louise (née le 2 janvier 1812), mariée en 1833 avec Guillaume (17 mars 1791 - Paris ✝ 2 novembre 1856 - Château de Blancafort, Cher), comte de Duranti-Concressault, chef d'escadron (1817), maire de Blancafort, conseiller général du Cher, député du Cher (1852-1856), officier de la Légion d'honneur, dont postérité ;
- Angélique Vivantine Elise (12 juin 1814 ✝ 2 avril 1894), mariée avec Jean Joseph de La Roche Nully La Carelle (20 juillet 1816 - château de Julienas ✝ 20 avril 1887 - Sassangy), baron de La Roche-Nully, propriétaire, rentier, écrivain, dont postérité ;
- Thomas Charles (1817 ✝ 17 avril 1854 - Paris), 2e baron Brunet-Denon, secrétaire de légation, chevalier de la Légion d'honneur, sans union ni postérité.

## Armoiries
| Figure | Blasonnement |
|        | Armes du baron Brunet-Denon et de l'Empire D'or, à la fasce d'azur chargée de trois coquilles du champ, surmontée d'une étoile d'azur et accompagnée en pointe d'un cheval galopant de sable ; au canton des Barons militaires de l'Empire brochant., |